# TDアメリトレード・パーク・オマハ
チャールズ・シュワブ・フィールド（Charles Schwab Field）は、アメリカ合衆国ネブラスカ州オマハにある野球場。大学野球のクレイトン・ブルージェイズのホームスタジアムであり、NCAAメンズ・カレッジ・ワールドシリーズも2011年から開催されている。

## 建設までの経緯
ローゼンブラット・スタジアムが老朽化したことから建設が決定。命名権はTD銀行傘下のインターネット証券会社TDアメリトレードが取得。2009年6月10日に正式名称を公表した。
2010年にはUFLのオマハ・ナイトホークスの本拠スタジアムに設定すると発表 。
2011年4月18日、開場式が行われ翌19日にネブラスカ大学リンカーン校対クレイトン大学とのこけら落とし試合が行われ、TDアメリトレードCEOが始球式を行った。
2019年6月14日には前述の「メンズ・カレッジ・ワールドシリーズ」のPRの一環として同地でMLBのカンザスシティ・ロイヤルズとデトロイト・タイガースが公式戦「MLB in オマハ」を開催した。